# Dekanat Łęczyca
Dekanat Łęczyca – jeden z 21 dekanatów diecezji łowickiej. 
W skład dekanatu wchodzą parafie:
- Parafia Najświętszego Serca Pana Jezusa w Błoniu
- Parafia św. Stanisława w Grabowie
- Parafia Opieki św. Józefa w Leśmierzu
- Parafia św. Marii Magdaleny w Leźnicy Małej
- Parafia Niepokalanego Poczęcia Najświętszej Maryi Panny w Łęczycy
- Parafia św. Andrzeja Apostoła w Łęczycy
- Parafia św. Marcina w Siedlcu
- Parafia św. Bartłomieja Apostoła w Topoli Królewskiej
- Parafia Najświętszej Marii Panny Królowej i św. Aleksego w Tumie

Dziekan dekanatu Łęczyca
- ks. kan. Sławomir Sobierajski – proboszcz w parafii św. Andrzeja Apostoła w Łęczycy

Wicedziekan
- ks. Paweł Pełka - proboszcz w parafii Opieki św. Józefa w Leśmierzu

Ojciec duchowny
- o. Gerard Konieczek OFM - pomoc duszpasterska w parafii Niepokalanego Poczęcia Najświętszej Maryi Panny w Łęczycy